# Peeter Snayers
Peeter Snayers, Pieter Snayers ou Petrus Snayers, né le 24 novembre 1592 à Anvers et mort en 1667 à Bruxelles, est un peintre flamand.

## Biographie
Élève de Sébastien Vrancx, Peeter Snayers devient en 1613 un artiste indépendant de la guilde de Saint-Luc, corporation anversoise des artisans d'art et artistes. Il est appelé à Bruxelles par l'archiduc Albert et l'infante Isabelle comme peintre de cour. Ils lui comandent des tableaux représentant les principaux événements de la Guerre de Trente Ans. En 1628, il est reçu dans la corporation des peintres bruxellois. Il demeure peintre officiel sous Ferdinand d'Autriche et Léopold Guillaume.
Il a eu comme élève Van der Meulen.

## Œuvres
Peeter Snayers a peint un grand nombre de scènes de bataille (principalement pour la cour autrichienne, dont douze pour la galerie impériale à Vienne), des combats de cavaliers et de petites scènes de guerre et de chasse, il a peint également des sujets de chasse et des natures mortes.
- Le comte de Bournonville devant son hôtel, toile (1625), Musées Royaux des Beaux-Arts, Bruxelles.
- La fête du Sablon à Bruxelles en présence de l'archiduc Guillaume, le 23 avril 1651, toile, 140 × 249 cm, Musées royaux des beaux-arts de Belgique, Bruxelles.
- Grande Bataille de cavaliers, toile, 194 × 262 cm, Kunsthistorisches Museum Vienne, Gemäldegalerie - Inv.-Nr. GG_628
- Le Siège de Vienne par Soliman
- Le siège de Valenza del Po, huile sur toile, 165 × 192 cm - Deutsches Historisches Museum, Berlin -Inv.-Nr.: Gm 94/2
- L'Automne, huile sur toile, Musée des Beaux-Arts de Tours

La Bataille de la Montagne Blanche
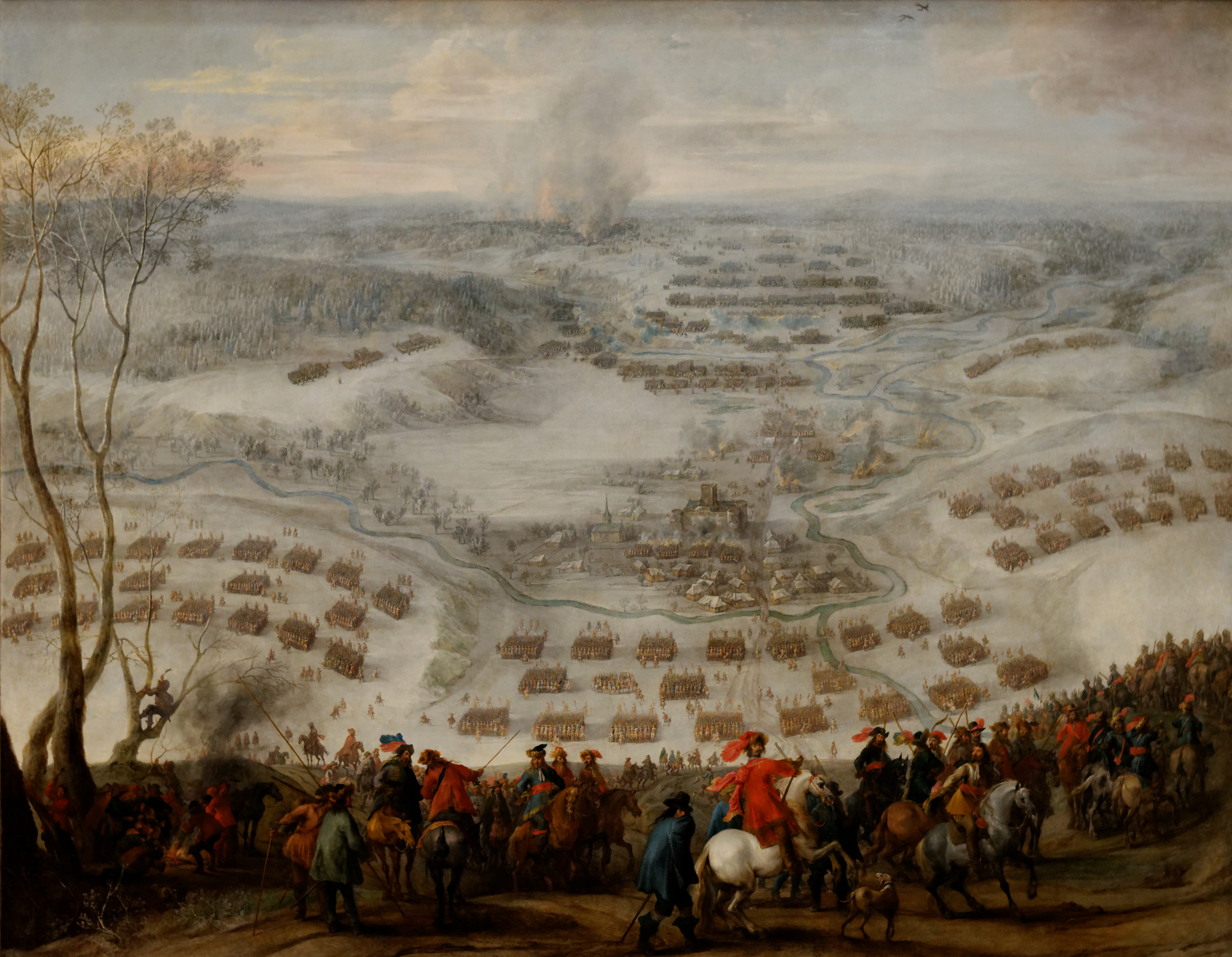
Le siège de Presnitz, 1641
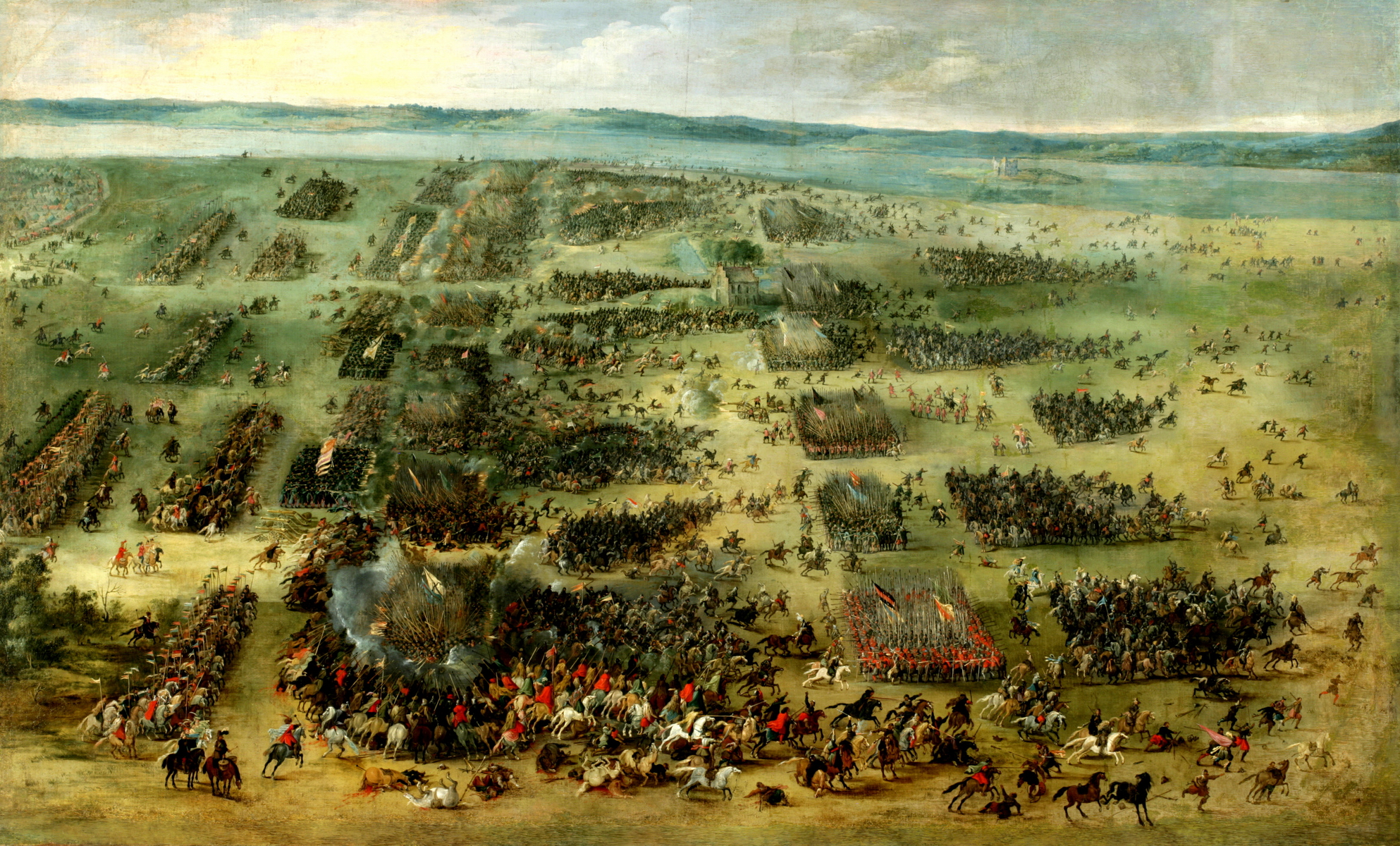
La bataille de Kircholm, 1605